# ملعب آيل جيغانتي دي البردي
آيل جيغانتي دي البردي (بالإنجليزية: El Gigante de Alberdi)‏ هو ملعب كرة قدم يقع في قرطبة، الأرجنتين، يتسع لـ 22,000 متفرج.

## التاريخ
افتتح الملعب في مارس 17, 1929. كانت تكلفة إنشاء الملعب 85.000 دولار.